# Campionat del Regne Unit de ciclisme en contrarellotge

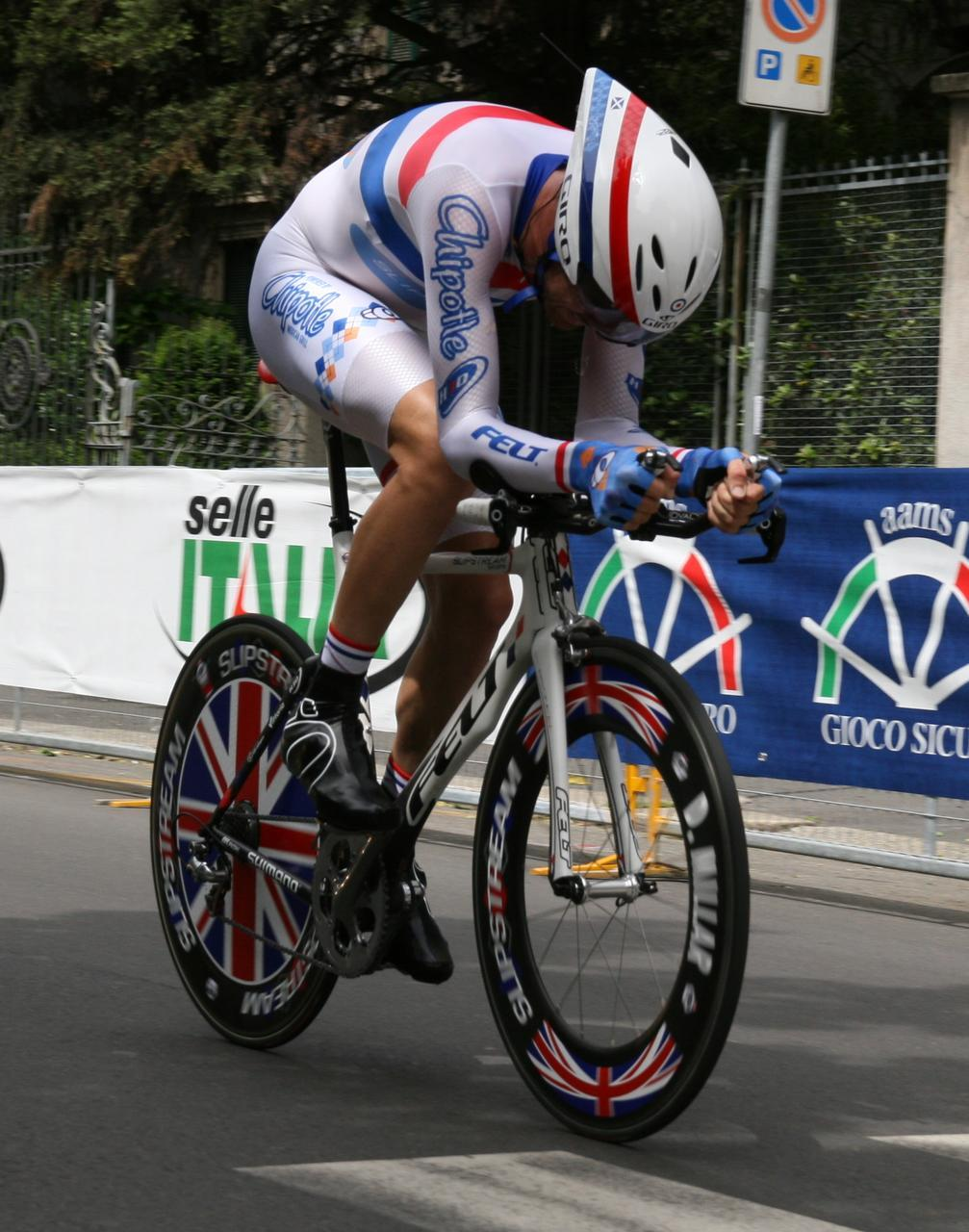
David Millar portant el mallot de campió nacional de contrarellotge el 2008

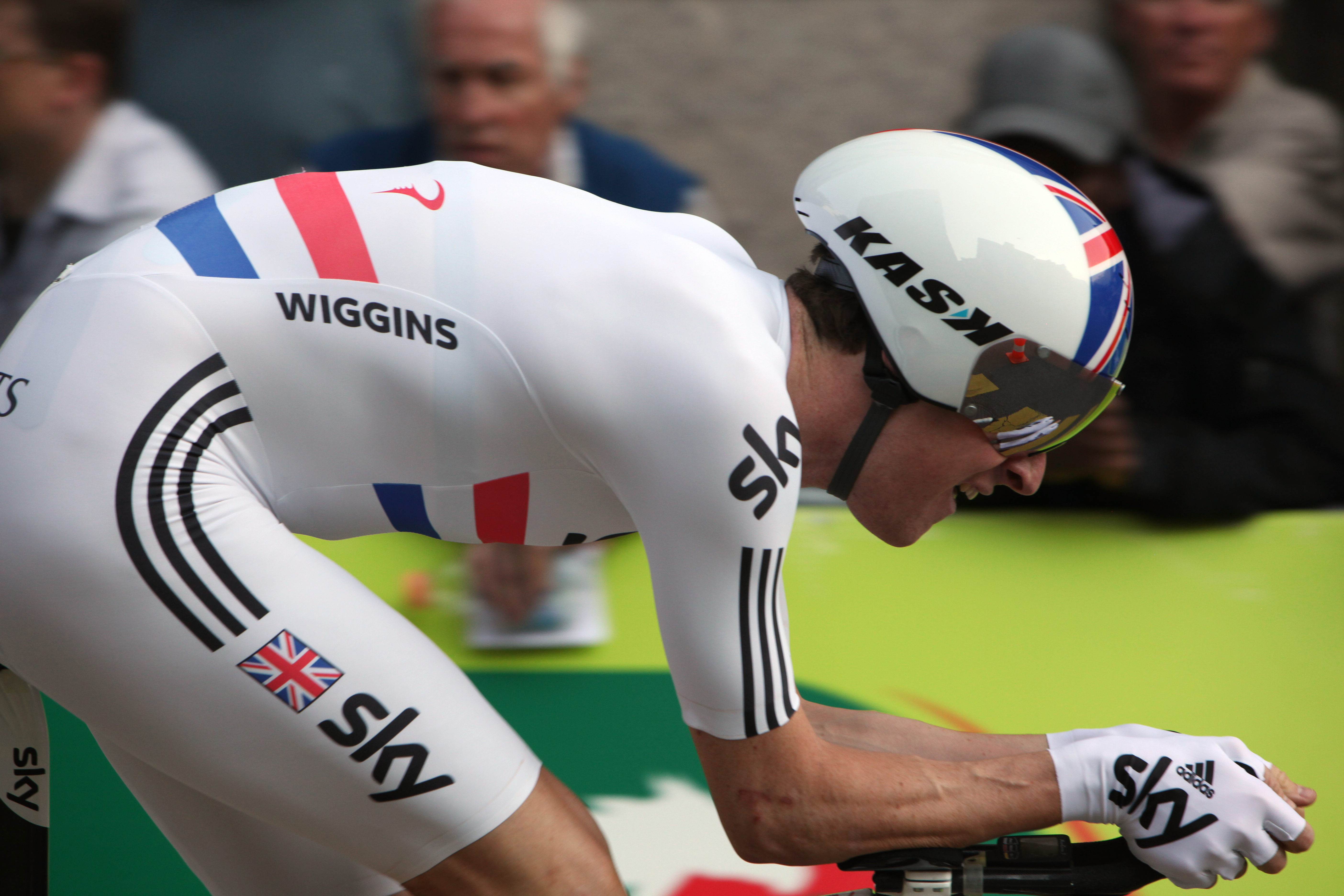
Bradley Wiggins portant el mallot de campió nacional de contrarellotge el 2011

El Campionat del Regne Unit de ciclisme en contrarellotge s'organitza anualment per determinar el campió ciclista del Regne Unit en la modalitat. La primera edició es disputà el 1995.
El títol s'atorga al vencedor d'una única carrera, en la modalitat de contrarellotge individual. El vencedor obté el dret a portar un mallot amb els colors de la bandera britànica fins al campionat de l'any següent quan disputa proves en contrarellotge individual.

## Palmarès masculí
| Any  | Primer                             | Segon                              | Tercer                             |
| 1995 | Stuart Dangerfield                 | ?                                  | ?                                  |
| 1996 | Stuart Dangerfield                 | ?                                  | ?                                  |
| 1997 | Graeme Obree                       | Stuart Dangerfield                 | Jonathan Clay                      |
| 1998 | Stuart Dangerfield                 | David Millar                       | Tim Buckle                         |
| 1999 | Chris Newton                       | David Millar                       | Stuart Dangerfield                 |
| 2000 | Chris Newton                       | Tim Buckle                         | Matt Bottrill                      |
| 2001 | Stuart Dangerfield                 | Michael Hutchinson                 | Julian Ramsbottom                  |
| 2002 | Michael Hutchinson                 | Zak Carr                           | Stuart Dangerfield                 |
| 2003 | Stuart Dangerfield                 | Julian Winn                        | Kevin Dawson                       |
| 2004 | Michael Hutchinson                 | Kevin Dawson                       | Matt Bottrill                      |
| 2005 | Stuart Dangerfield                 | Michael Hutchinson                 | Jonathan Dayus                     |
| 2006 | Jason MacIntyre                    | Michael Hutchinson                 | Jonathan Dayus                     |
| 2007 | David Millar                       | Chris Newton                       | Michael Hutchinson                 |
| 2008 | Michael Hutchinson                 | Wouter Sybrandy                    | Matthew Bottrill                   |
| 2009 | Bradley Wiggins                    | Michael Hutchinson                 | Chris Newton                       |
| 2010 | Bradley Wiggins                    | Chris Froome                       | Geraint Thomas                     |
| 2011 | Alex Dowsett                       | Steve Cummings                     | Matthew Bottrill                   |
| 2012 | Alex Dowsett                       | Douglas Dewey                      | Matt Clinton                       |
| 2013 | Alex Dowsett                       | Matthew Bottrill                   | Ben Swift                          |
| 2014 | Bradley Wiggins                    | Geraint Thomas                     | Alex Dowsett                       |
| 2015 | Alex Dowsett                       | Edmund Bradbury                    | Ryan Perry                         |
| 2016 | Alex Dowsett                       | James Gullen                       | Ryan Perry                         |
| 2017 | Stephen Cummings                   | Alex Dowsett                       | James Gullen                       |
| 2018 | Geraint Thomas                     | Harry Tanfield                     | Alex Dowsett                       |
| 2019 | Alex Dowsett                       | John Archibald                     | Steve Cummings                     |
| 2020 | Suspès per la pandèmia de COVID-19 | Suspès per la pandèmia de COVID-19 | Suspès per la pandèmia de COVID-19 |
| 2021 | Ethan Hayter                       | Daniel Bigham                      | James Shaw                         |
| 2022 | Ethan Hayter                       | Daniel Bigham                      | James Shaw                         |
| 2023 | Joshua Tarling                     | Fred Wright                        | Connor Swift                       |
| 2024 | Joshua Tarling                     | Max Walker                         | Ethan Vernon                       |
| 2025 | Ethan Hayter                       | Samuel Watson                      | Oliver Knight                      |

### Palmarès sub-23
| Any  | Primer                             | Segon                              | Tercer                             |
| 2004 | Ryan Connor                        | Ben Hallam                         | Ben Greenwood                      |
| 2005 | Ben Greenwood                      | Steven Lampier                     | Peter Russell                      |
| 2006 | Daniel Davis                       | James Stewart                      | Dale Appleby                       |
| 2007 | Matt Brammeier                     | Wouter Sybrandy                    | Daniel Shand                       |
| 2008 | Alex Dowsett                       | Andrew Griffiths                   | Daniel Davis                       |
| 2009 | Alex Dowsett                       | Andrew Tennant                     | Andrew Griffiths                   |
| 2010 | Andrew Griffiths                   | Matthew Jones                      | Douglas Dewey                      |
| 2011 | Douglas Dewey                      | George Atkins                      | Andrew Griffiths                   |
| 2012 | Sam Harrison                       | George Atkins                      | Richard Handley                    |
| 2013 | Sam Harrison                       | Joseph Perrett                     | George Atkins                      |
| 2014 | Scott Davies                       | Owain Doull                        | Daniel McLay                       |
| 2015 | Scott Davies                       | Owain Doull                        | Tao Geoghegan Hart                 |
| 2016 | Scott Davies                       | Tao Geoghegan Hart                 | Gabriel Cullaigh                   |
| 2017 | Scott Davies                       | Thomas Baylis                      | Charlie Tanfield                   |
| 2018 | Charlie Tanfield                   | Charlie Quarterman                 | Thomas Pidcock                     |
| 2019 | Charlie Quarterman                 | Ethan Hayter                       | Ethan Vernon                       |
| 2020 | Suspès per la pandèmia de COVID-19 | Suspès per la pandèmia de COVID-19 | Suspès per la pandèmia de COVID-19 |
| 2021 | Leo Hayter                         | Ben Turner                         | Oscar Onley                        |
| 2022 | Leo Hayter                         | Callum Thornley                    | Charles Bailey                     |
| 2023 | Josh Charlton                      | Max Walker                         | Joshua Golliker                    |
| 2024 | Tomos Pattinson                    | Ben Wiggins                        | Joshua Golliker                    |
| 2025 | Callum Thornley                    | Ben Wiggins                        | Elliot Rowe                        |

## Palmarès femení
| Any  | Primera                            | Segona                             | Tercera                            |
| 2000 | Ceris Gilfillan                    | Sara Symington                     | Yvonne McGregor                    |
| 2001 | Yvonne McGregor                    | Natascha Maes                      | Sally Ashbridge                    |
| 2002 | Frances Newstead                   | Emma Davies                        | Rachel Heal                        |
| 2003 | Wendy Houvenaghel                  | Katrina Hair                       | Vicky Pincombe                     |
| 2004 | Frances Newstead                   | Wendy Houvenaghel                  | Emma Davies                        |
| 2005 | Julia Shaw                         | Rachel Heal                        | Brenda Pennell                     |
| 2006 | Rebecca Romero                     | Wendy Houvenaghel                  | Julia Shaw                         |
| 2007 | Wendy Houvenaghel                  | Caroline Kloiber                   | Rebecca Romero                     |
| 2008 | Sharon Laws                        | Julia Shaw                         | Jessica Allen                      |
| 2009 | Emma Pooley                        | Wendy Houvenaghel                  | Julia Shaw                         |
| 2010 | Emma Pooley                        | Julia Shaw                         | Wendy Houvenaghel                  |
| 2011 | Wendy Houvenaghel                  | Julia Shaw                         | Sarah Storey                       |
| 2012 | Wendy Houvenaghel                  | Julia Shaw                         | Emma Trott                         |
| 2013 | Joanna Rowsell                     | Lizzie Armitstead                  | Katie Colclough                    |
| 2014 | Emma Pooley                        | Katie Archibald                    | Sarah Storey                       |
| 2015 | Hayley Simmonds                    | Molly Weaver                       | Sarah Storey                       |
| 2016 | Hayley Simmonds                    | Claire Rose                        | Sarah Storey                       |
| 2017 | Claire Rose                        | Hannah Barnes                      | Katie Archibald                    |
| 2018 | Hannah Barnes                      | Alice Barnes                       | Neah Evans                         |
| 2019 | Alice Barnes                       | Hayley Simmonds                    | Hannah Barnes                      |
| 2020 | Suspès per la pandèmia de COVID-19 | Suspès per la pandèmia de COVID-19 | Suspès per la pandèmia de COVID-19 |
| 2021 | Anna Henderson                     | Joss Lowden                        | Leah Dixon                         |
| 2022 | Joss Lowden                        | Leah Dixon                         | Elizabeth Holden                   |
| 2023 | Elizabeth Holden                   | Anna Morris                        | Elinor Barker                      |
| 2024 | Anna Henderson                     | Claire Steels                      | Elinor Barker                      |
| 2025 | Zoe Bäckstedt                      | Anna Henderson                     | Pfeiffer Georgi                    |

### Palmarès sub-23
| Any  | Primera         | Segona           | Tercera         |
| 2019 | Anna Henderson  | Elizabeth Holden | Pfeiffer Georgi |
| 2021 | Anna Shackley   | Pfeiffer Georgi  | Abi Smith       |
| 2022 | Pfeiffer Georgi | Elynor Bäckstedt | Lucy Gadd       |
| 2023 | Madelaine Leech | Lucy Gadd        | Flora Perkins   |
| 2024 | Josie Nelson    | Madelaine Leech  | Flora Perkins   |
| 2025 | Millie Couzens  | Robyn Clay       | Maddie Leech    |